# Hipposideros coxi
Hipposideros coxi — є одним з видів кажанів родини Hipposideridae.

## Поширення
Країни поширення: Малайзія. Типова місцевість знаходиться на 1280 м над рівнем моря.

## Загрози та охорона
Загрози для цього виду невідомі.